# The Siberian Times
The Siberian Times is een Engelstalige nieuwswebsite die in 2012 werd opgericht in Londen. Volgens de uit Novosibirsk, Rusland afkomstige stichter, Svetlana Skarbo, was het de bedoeling om negatieve stereotypen over Siberië tegen te gaan. Voordat ze zich in de Britse hoofdstad vestigde had Skarbo enige jaren voor het Russische bureau van de Daily Express gewerkt.
Hoewel nieuws van The Siberian Times vaker wordt opgepikt door Westerse media, bijvoorbeeld inzake archeologie, of natuurbranden en klimaatverandering in Siberië, oordelen critici dat het nieuws op de site soms “met een korrel zout” moet genomen worden.